# Waschhaus (Vilbert)

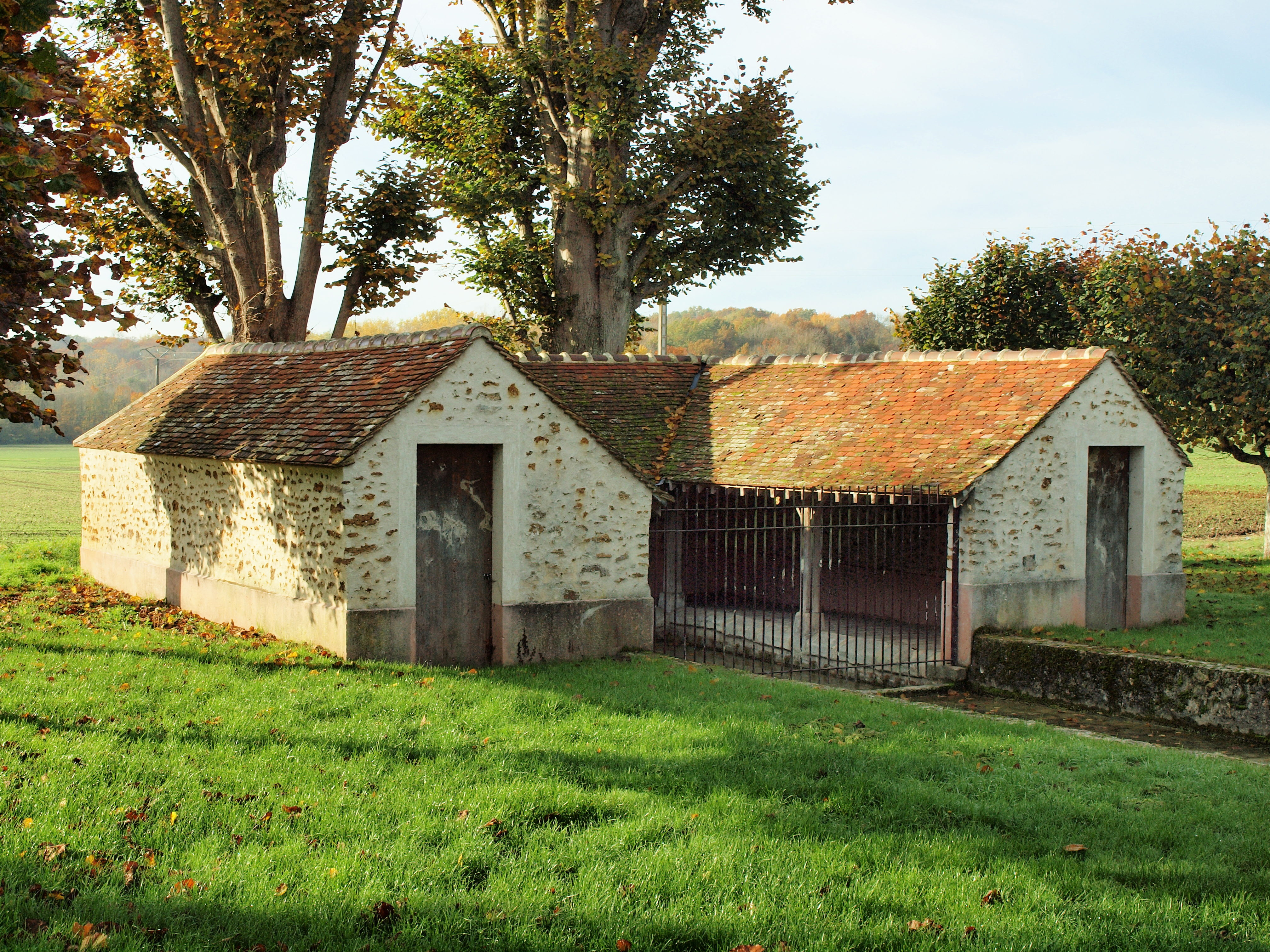
Waschhaus in Vilbert

Das Waschhaus (französisch lavoir) in Vilbert, einem Ortsteil der französischen Gemeinde Bernay-Vilbert im Département Seine-et-Marne in der Region Île-de-France, wurde im 18. Jahrhundert errichtet.
Das öffentliche Waschhaus aus Bruchsteinmauerwerk besitzt drei überdachte Räume, die ein Wasserbecken in Form eines Impluviums einrahmen. Vor dem Waschhaus ist ein längliches Wasserbecken, das ebenfalls von demselben Brunnen daneben gespeist wird.